# Dorothy Day
Dorothy Day Obl.S.B. (New York, 8 november 1897 – aldaar, 29 november 1980) was een Amerikaans journalist en christelijk activist.

## Jeugd

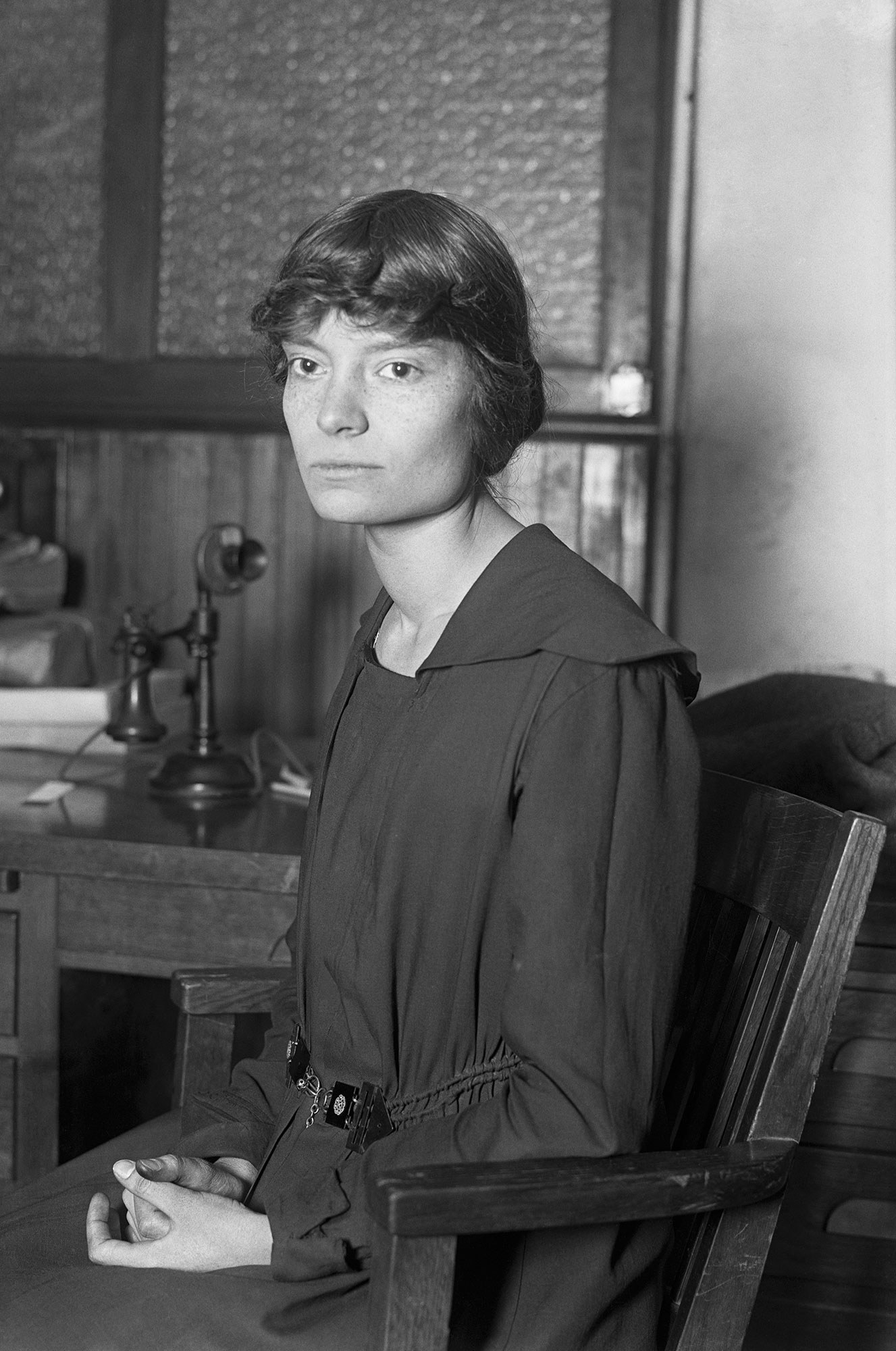
Day in 1916

Dorothy Day werd geboren in Brooklyn in een weinig praktiserend episcopaal-christelijk gezin. Haar vader was sportjournalist. Vanwege het beroep van haar vader verhuisde Day al op jonge leeftijd naar San Francisco. Door de aardbeving van 1906 verloor haar vader zijn baan. De ellende die deze ramp veroorzaakte, maakte grote indruk op Day. Het gezin verhuisde hierna naar Chicago. In Chicago werd Day gedoopt en ontving ze het vormsel in de episcopaalse Church of Our Saviour.  Ze ging in 1914 studeren aan de Universiteit van Illinois te Urbana-Champaign. Tijdens haar studie werd ze lid van de Socialistische Partij van Amerika en ging ze als journalist artikelen schrijven voor linksgeoriënteerde media. Ook maakte ze hier kennis met anarchocommunisme. Na twee jaar brak ze haar studie af en vertrok naar New York.
In New York woonde Day in Lower East Side en ze ging werken voor verschillende socialistische media, waaronder de maandbladen The Liberator en The Masses en het dagblad New York Call dat gelieerd was aan de socialistische partij. Ze was enthousiast over de Russische Revolutie van 1917. In november van dat jaar werd ze gearresteerd voor het posten bij het Witte Huis in het kader van de Silent Sentinels campagne voor het vrouwenkiesrecht. Ze werd veroordeeld tot 30 dagen cel, waarvan ze er 15 uitzat; 10 ervan in hongerstaking. Ze was bevriend met communisten zoals Anna Louise Strong en Elizabeth Gurley Flynn.

## Relaties
Na haar vrijlating leefde ze aanvankelijk als bohemien. Een liefdesrelatie met Lionel Moise liep stuk, waarna ze in 1919 illegaal een abortus liet plegen. Ze trouwde in februari 1921 met Berkeley Tobey in een burgerlijke ceremonie. Met hem reisde ze een jaar lang door Europa, waar ze zich vooral bezighielden met kunst en literatuur. Ze schreef een semi-autobiografische roman met de titel The Eleventh Virgin die gebaseerd was op haar relatie met Lionel Moise. De filmrechten voor het boek leverden Day 2.500 dollar op, waarvan ze een strandhuisje op Staten Island kon kopen. Terug in de Verenigde Staten werkte ze als journalist in Chicago en New Orleans. In 1924 ontmoette ze een nieuwe geliefde in de persoon van de bioloog en activist Forster Batterham. In de veronderstelling dat ze na de abortus onvruchtbaar was geworden, kwam het als een verrassing dat in 1925 bleek dat ze toch weer zwanger was. Haar man zag echter enorm op tegen het vaderschap. Het stel besloot een paar maanden uit elkaar te gaan. Day bezocht in deze tijd haar moeder die inmiddels in Florida woonde. Hier begon ze het katholieke christendom intensief te verkennen. Ze keerde terug naar Staten Island waar Batterham haar toenemende devotie, misbezoek en interesse voor religieuze lectuur onbegrijpelijk vond. Op 4 maart 1926 werd een dochter geboren die ze de naam Tamar Teresa gaf. Een plaatselijke zuster (Aloysia) van de orde van de Sisters of Charity of New York onderwees haar in de katholieke leer. In juli 1927 werd de baby gedoopt. Batterham weigerde de doopplechtigheid bij te wonen. Zijn relatie met Day werd steeds slechter. Zij wilde trouwen in de Katholieke Kerk, terwijl hij een afkeer had van georganiseerde religie, in het bijzonder de Rooms-Katholieke Kerk. Na een laatste ruzie in december 1927 wees ze hem de deur en op 28 december liet ze zich dopen, met zuster Aloysia als haar peetmoeder.

## The Catholic Worker
In 1929 nam ze een baan aan in Los Angeles als scenarioschrijver bij Pathé Motion Pictures. Na de beurskrach van 1929 werd haar contract echter niet verlengd en ze keerde, via Mexico en na familiebezoek in Florida, terug naar New York waar ze als journalist verslag ging doen van de sociaal-economische ellende waarin het land terechtkwam. Ze was met name onder de indruk van de door communisten georganiseerde Hongermars naar Washington D.C. in 1932. Op 8 december, het hoogfeest van de Onbevlekte Ontvangenis van Maria, bezocht ze de in aanbouw zijnde Basiliek van het Nationaal Heiligdom van de Onbevlekte Ontvangenis waar ze bad om vervulling van haar wens om vanuit haar geloof te kunnen werken onder arbeiders en armen. Hierna ontmoette ze de twintig jaar oudere Peter Maurin. Maurin was een Franse immigrant die in zijn geboorteland was toegetreden tot de Broeders van de Christelijke Scholen en een zwervend bestaan leidde. Hij raadde haar aan als alternatief voor het communisme een eigen krant te starten vanuit de Katholiek-sociale gedachte. Day vond een uitgever die voor 57 dollar 2.500 exemplaren wilde drukken. Op 1 mei 1933 kwam de eerste editie van The Catholic Worker uit en vanaf december van dat jaar was de oplage 100.000 per maand. Er werd geschreven over sociaal-economische problematiek en politiek en katholiek nieuws. Hierbij werd steeds een katholiek-anarchistisch standpunt gekozen: als de autoriteiten in strijd met Gods gezag handelen, hoeft de arbeider hieraan niet te gehoorzamen. Maurin riep de lezers op hun huis open te stellen voor dak- en thuislozen. De redactieruimte werd een toevluchtsoord en er werd besloten Catholic Worker-huizen te gaan huren. In 1936 waren er reeds 33 van dit soort toevluchtsoorden in de gehele Verenigde Staten geopend. Later zou de organisatie  tot ver over de landsgrenzen uitbreiden.
Het standpunt van de beweging was strikt pacifistisch. Na het uitbreken van de Spaanse Burgeroorlog werd geen partij voor Franco gekozen en ook in de Tweede Wereldoorlog en later de Vietnamoorlog verklaarde Day trouw te blijven aan de woorden in de Bergrede en als zodanig pacifistisch. Dit leidde tot dienstweigering met als gevolg gevangenisstraffen en dwangarbeid voor enkele leden van de beweging. Day riep haar achterban op om zich in te zetten voor gewonden en andere oorlogsslachtoffers. De na 1945 op gang komende nucleaire wapenwedloop vond in haar een fel tegenstander. FBI-directeur J. Edgar Hoover bestempelde Day als communist en dus als staatsgevaarlijk persoon. De beweging weigerde in New York mee te werken aan de jaarlijkse oefening voor een mogelijk nucleaire aanval. Day noemde deze voorbereidingen een vorm van politieke propaganda, waarbij de burger werd wijsgemaakt dat men een kernoorlog zou kunnen overleven. Ze werd als reactie op de weigeringen tweemaal veroordeeld tot een aantal dagen celstraf. Het aantal actievoerders nam echter toe en in 1961, het laatste jaar dat de oefening plaatsvond, was dit aantal uitgegroeid tot 2000. Day sloot zich eind jaren 1950 aan bij de Burgerrechtenbeweging. Ze werd met haar gezelschap, op weg naar een bijeenkomst in Georgia, door de Ku Klux Klan met machinegeweren bestookt. In 1973 belandde ze op 76-jarige leeftijd nog eenmaal in de gevangenis na een verboden bijeenkomst tegen de uitbuiting van landarbeiders in Californië.

## Rooms-katholiek leven

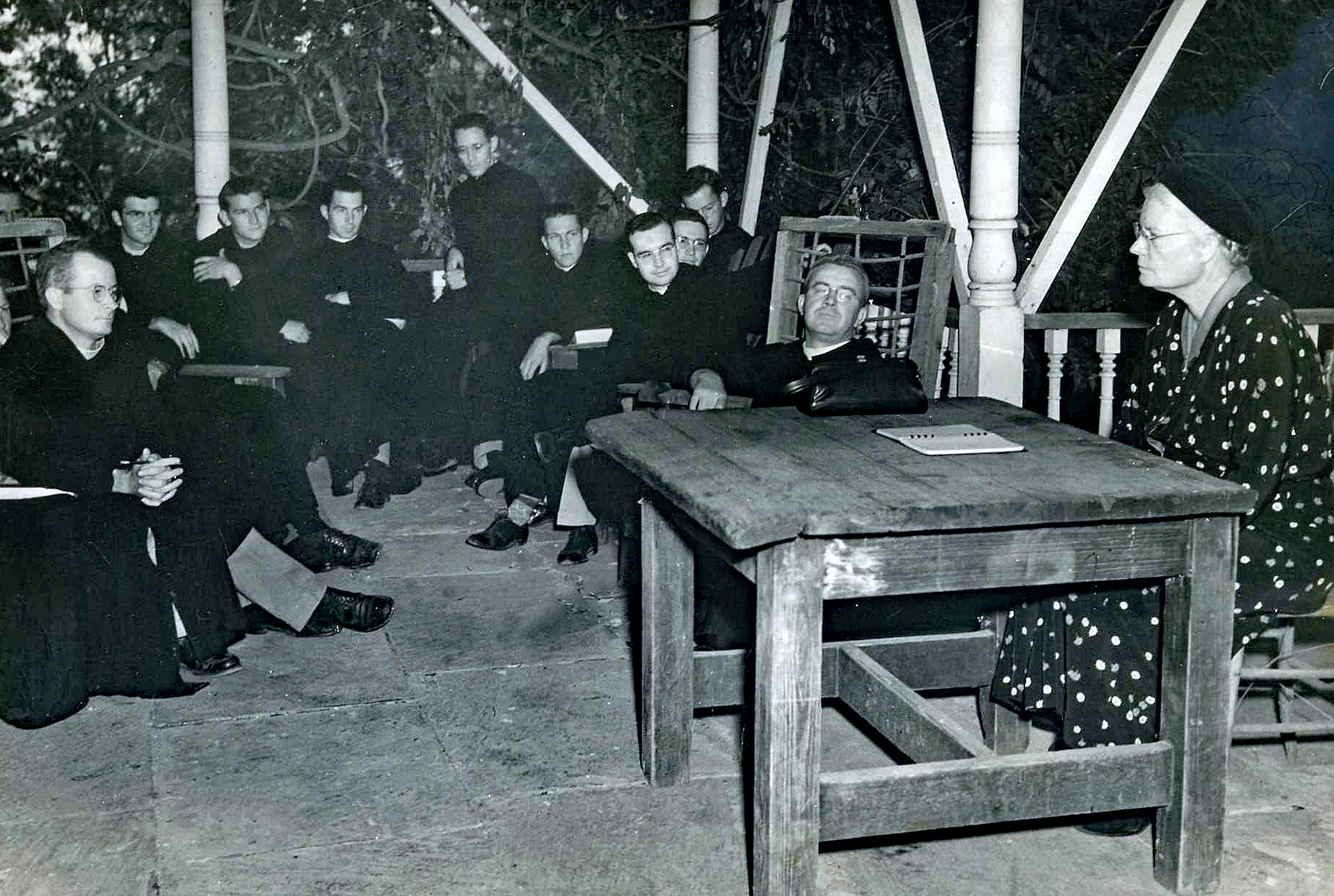
Dorothy Day (rechts) op bezoek bij de Subiaco Abdij in Arkansas om te spreken over de Catholic Worker beweging (1952)

De kleine weg van Theresia van Lisieux was voor Day een belangrijke inspiratiebron voor meditatie en gebed, evenals de benedictijnse spiritualiteit. In 1955 werd ze oblaat van de benedictijnerabdij Sint Procopius in Lisle. In 1963 reisde ze naar Rome om als een van de Moeders voor Vrede dank over te brengen aan paus Johannes XXIII na diens encycliek Pacem in Terris over wereldvrede. Tot een ontmoeting met de op sterven liggende paus kwam het echter niet. In 1965 was ze wederom in Rome. Ditmaal om deel te nemen aan een vastenactie tijdens het Tweede Vaticaans Concilie voor de bombardementen in Vietnam. De pastorale constitutie Gaudium et Spes werd hierop met dankbaarheid ontvangen. In India ontmoette ze Moeder Teresa tijdens een reis langs Catholic Worker-huizen wereldwijd. Moeder Teresa onderscheidde haar met het kruis van de Missionarissen van Naastenliefde dat normaliter alleen aan leden van deze orde is voorbehouden. 
Op 6 augustus 1976 sprak ze in Philadelphia op het Internationaal Eucharistisch Congres voor het laatst in het openbaar. Kort hierna kreeg ze een hartaanval. In 1980 overleed ze op 83-jarige leeftijd. Ze werd begraven op Staten Island.

### Heiligverklaring
In 1983 werd door de orde van de claretijnen een oproep gedaan tot Days heiligverklaring. Op 7 februari 2000 diende kardinaal O'Connor het verzoek om het zaligverklaringsproces te starten in bij het Vaticaan. De toestemming hiervoor kwam in maart 2000, waarna de titel Dienaresse Gods aan haar werd verbonden.